# أحمد جاسم صابر محمد
أحمد جاسم صابر محمد هو سياسي عراقي من مواليد عام 1971 حاصل على شهادة البكالوريا. شغل منصب عضو في مجلس النواب العراقي عن محافظة بغداد في دورته الثالثة ضمن ائتلاف دولة القانون (2015-2018) كنائب بديل عن حيدر العبادي الذي أصبح رئيساً للوزراء، والرابعة ضمن ائتلاف الفتح (2018-2022).